# Fabio Maj
Fabio Maj (né le 16 juin 1970) est un fondeur italien.

## Jeux olympiques
- Jeux olympiques d'hiver de 1998 à Nagano  Japon :
  -  Médaille d'argent en relais 4 × 10 km.
- Jeux olympiques d'hiver de 2002 à Salt Lake City  États-Unis :
  -  Médaille d'argent en relais 4 × 10 km.

## Championnats du monde
- Championnats du monde de ski nordique 1995 à Thunder Bay  Canada :
  -  Médaille de bronze en relais 4 × 10 km.
- Championnats du monde de ski nordique 1999 à Ramsau am Dachstein  Autriche :
  -  Médaille de bronze en relais 4 × 10 km.

## Coupe du monde
- Meilleur classement final : 6e en 2000.
- 2 victoires.